# Pierre et Jean
Pour les articles homonymes, voir Pierre et Jean (homonymie).
Pierre et Jean est le quatrième roman de Guy de Maupassant, écrit d’un seul trait durant l’été 1887. C’est une œuvre naturaliste (ou réaliste psychologique). L’œuvre est éditée en volume le 9 janvier 1888 chez Paul Ollendorff. Elle est composée du récit, mais également d’une célèbre préface intitulée « Le Roman », dans laquelle Maupassant développe des considérations générales sur le roman, tout en affirmant paradoxalement que ces idées pourraient s'opposer à "l'étude psychologique" qu'est Pierre et Jean. Le roman n'a donc pas pour fonction d'illustrer la préface.
Pierre et Jean a pour cadre la ville du Havre, où vivent les Roland.

## Résumé
M. Roland, ancien bijoutier parisien, a déménagé dès qu'il a pu avec sa femme au Havre, par amour inconditionnel de la mer. Ils ont deux fils, Pierre et Jean. Après leurs études à Paris, où Pierre, l'aîné, a successivement essayé plusieurs cursus, avant d'obtenir la médecine, avec des dispenses de temps obtenues du ministre, et où Jean a tranquillement obtenu sa licence de droit, ils rejoignent leurs parents au Havre dans l'appartement familial, dans le but de créer plus tard leur cabinet respectif dans cette ville.
L'incipit s'ouvre sur une partie de pêche en mer avec la famille et Mme Rosémilly, jeune veuve de 23 ans, voisine des parents.
L'élément perturbateur qui enclenche le drame familial est la visite du notaire, qui informe les Roland que Léon Maréchal, un très bon ami de la famille perdu de vue depuis leur départ au Havre, est mort et qu'il lègue tout son argent à Jean. La rivalité fraternelle se découvre petit à petit entre les deux frères, opposés physiquement et moralement.
C'est Marowsko qui le premier laisse entendre à Pierre ce qu'implique cet héritage, puis la serveuse de la brasserie. Peu à peu, grâce notamment à un portrait de Maréchal qui confirme sa ressemblance avec Jean, Pierre découvrira la vérité et le secret familial en fouillant dans le passé de sa mère : elle avait entretenu jadis une liaison avec cet homme.
Lors d'une violente dispute fraternelle, Jean, qui croit que son frère est seulement jaloux de son imminent mariage avec Mme Rosémilly, apprend les conclusions de Pierre quant à l'adultère de sa mère et sa filiation. Contrairement à ce dernier qui torturait psychologiquement sa mère depuis qu'il savait la vérité, Jean prend le parti de sa génitrice.
À la fin du roman c’est l’aîné, le fils légitime, qui est exclu et s'auto-exclut du cercle familial, en s’engageant comme médecin sur le transatlantique La Lorraine. M. Roland accepte le mariage de Jean avec Mme Rosémilly et ne sera jamais au courant de la véritable paternité de son fils cadet.

## Personnages

### Personnages principaux
- Pierre Roland : homme brun de 30 ans, né en 1855. Il est jaloux de son frère Jean et va enquêter sur la légitimité de l’héritage de celui-ci. Il est reçu docteur en médecine et souhaite installer un cabinet de médecine dans la région. Il trouve un appartement qui lui conviendrait, mais finalement c'est Jean qui va le louer pour y faire son cabinet d'avocat. À la fin du récit, Pierre s'engage comme médecin à bord du transatlantique La Lorraine.
- Jean Roland : homme blond de 25 ans, né en 1860, il est né d'une liaison entre Louise Roland et Léon Maréchal. Licencié en droit, il souhaite installer son cabinet d'avocat dans la région. Il finit par épouser Mme Rosémilly. Il est décrit comme un homme calme et réservé, toutes ses caractéristiques s'opposant visiblement à celles de Pierre.
- Louise Roland : la mère de la famille (48 ans), elle vit depuis des années dans le mensonge avec son mari. La mort de son ancien amant Maréchal va bouleverser sa vie en apparence tranquille de femme organisée. Romantique, elle aime la poésie et la mer.
- Gérôme Roland : le père de la famille Roland, il était bijoutier à Paris dans le passé et vit maintenant de ses rentes. Il a une passion pour la pêche, raison pour laquelle il s'est installé au Havre après sa retraite. Il est décrit comme un homme anodin, peu fin. Il semblerait qu'il ignore son infortune. Il ignore également que Jean n'est pas son fils et sera volontairement conservé dans l'ignorance par les autres personnages.
- Léon Maréchal (décédé au début du livre): plus riche que la famille Roland, il fut d'abord client de la bijouterie familiale avant de devenir ami et amant. À sa mort, il lègue par testament toute sa fortune à Jean ; personnage absent et mystérieux, il est pourtant un personnage clef de l'histoire.

### Personnages secondaires
- Mme Rosémilly : jeune femme, veuve de 23 ans, elle touche des rentes d'un capitaine ; c'est aussi la voisine et l'amie de la famille Roland. Elle va accepter la demande en mariage de Jean. Elle est représentée comme réservée et timide dès le début du roman. Elle est en réalité très lucide comme le montrent ses réactions lors de la visite du notaire et lors de la demande en mariage faite par Jean.
- Marowsko : pharmacien polonais réfugié en France, il soulèvera les doutes de Pierre en disant que « ça ne fera pas un bon effet » à propos de l'héritage ; il se sentira trahi quand Pierre annonce son départ sur un transatlantique car il comptait sur sa future clientèle.
- La serveuse de la brasserie : en apprenant l'héritage de Jean, elle fait une remarque qui va pousser Pierre à enquêter sur la légitimité de son frère : « Ce n'est pas étonnant qu'il te ressemble si peu ».
- Le capitaine Beausire : ancien long-courrier retraité rencontré sur le port, il est devenu ami de la famille et convive de ses repas au même titre que Mme Rosémilly.
- Maître Lecanu : notaire, il annonce à la famille Roland la mort de Maréchal et l'héritage que reçoit Jean. C'est un personnage totalement matérialiste car il considère la mort de Maréchal comme une bonne nouvelle : « ça fait toujours plaisir ».
- Joséphine : la bonne de la famille Roland. Âgée de 19 ans, elle est décrite comme une paysanne grossière, au tempérament campagnard.
- Dr Pirette : médecin à bord du transatlantique La Picardie, il renseignera Pierre sur le métier de médecin à bord d'un transatlantique.
- Papagris dit Jean-Bart : gardien du bateau familial des Roland.

## Étude de l’œuvre
Le lecteur découvre, en même temps que des paysages, certaines caractéristiques de cette partie de la Normandie : l’atmosphère des cafés, de la jetée, les marins fiers de leurs exploits, les bonnes campagnardes… (ce qui confirme le réalisme de Maupassant). Il existe toutefois de rares écarts par rapport à la réalité comme l’invention de la rue « Belle-normande » ou le phare « d’Étouville ».
Cette approximation confirme ce que dit Maupassant dans sa préface « Le roman » : « parler du réel, même de manière réaliste c’est forcément tricher un peu ».
Maupassant n’a pas d’emblée manifesté le désir d’associer cette préface et le roman. De plus, même après les avoir réunis, ils forment un tout disparate : comment expliquer alors que Maupassant ait réuni dans le même volume ces deux textes ?
1. Une réponse est fournie par l’éditeur de Pierre et Jean, qui trouvait l’œuvre un peu courte.
2. D’autres raisons, plus littéraires, peuvent expliquer cette association : le roman instaure une sorte de jeu de cache-cache entre l’auteur et le lecteur. Le préfacier et le romancier portent des masques différents. Ce sont deux faux-frères, comme le sont également Pierre et Jean. Cette préface est donc un négatif, une « image inversée » de la nouvelle.

Le texte « Le roman » peut se lire de manière indépendante et il est avant tout une réflexion sur ce genre littéraire, qui, à cette époque, connaissait une importante et très profonde remise en cause.
Cette œuvre est une œuvre naturaliste, notamment par les sujets qu’elle traite, à savoir l’hérédité (légitime ou bâtarde), la petite bourgeoisie, et les problèmes liés à l’argent.

## Analyse
D’Italo Calvino, dans Pourquoi lire les classiques, Paris, Éditions du Seuil, 1993, p. 114–115 : « Le testament inattendu d’un ami de la famille, défunt, fait exploser la rivalité latente de deux frères, Pierre, le brun, et Jean, le blond, à peine diplômés l’un en médecine et l’autre en droit ; pour quelle raison l’héritage va-t-il tout entier au placide Jean et non à Pierre, le tourmenté ? En famille, à part Pierre, personne ne semble se poser ce problème. Et Pierre, de question en question, de colère en colère, renouvelle la prise de conscience d’un Hamlet, d’un Œdipe : la normalité et la respectabilité de la famille de l’ex-bijoutier Roland n’est qu’une façade ; la mère au-dessus de tout soupçon était une femme adultère ; Jean est le fils adultère et c’est à cela qu’il doit sa fortune ; la jalousie de Pierre n’est plus maintenant ressentie à cause de l’héritage de la mère et de son secret ; c’est la jalousie que son père n’a jamais songé à savoir qui dévore à présent le fils ; Pierre a, de son côté, la légitimité et la connaissance, mais autour de lui le monde vole en éclats. »

## Préface «Le roman»
La préface s'intéresse au "Roman en général" et ne prêche pas pour une école littéraire. Maupassant affirme qu'il est vain de chercher une définition abstraite et unique du roman tant ses formes sont diverses. Il s'attache donc à deux points principaux : plaider pour la liberté de l'artiste face aux critiques et mettre à jour "l'illusion réaliste".
Maupassant veut que les critiques laissent les auteurs tenter les formes romanesques qui les attirent. Le critique ne doit pas chercher dans un livre ironique ce qui plaît à son imagination. L'artiste doit écrire quelque chose qui lui convienne le mieux suivant son tempérament. Le critique ne doit donc pas se préoccuper des tendances et ne se contenter que de juger la valeur artistique d'une œuvre. « L'artiste doit être libre de comprendre, d'observer, de concevoir ce qui lui plaira ».
Maupassant vise ensuite à montrer que le roman n'est pas une imitation fidèle de la réalité mais une reconstruction par des mots, des personnages et un récit. « La vérité dans la vie diffère de la réalité dans son livre [de l'auteur]». En effet, tout roman procède d'une sélection au sein de la multitude d'événements qui compose une vie. Maupassant en tire des principes normatifs: « L'effet de la fin » ne donne pas envie au lecteur de savoir « ce que deviendront, le lendemain, les personnages les plus attachants », « Le romancier, au contraire, qui prétend nous donner une image exacte de la vie, doit éviter avec soin tout enchaînement d'évènements qui paraîtrait exceptionnel », le but du romancier est de« nous forcer à penser, à comprendre le sens profond et caché des évènements ».
L'habileté du romancier consiste à « savoir éliminer, parmi les menus évènements innombrables et quotidiens tous ceux qui lui sont inutiles, et mettre en lumière, d'une façon spéciale, tous ceux qui seraient demeurés inaperçus pour des observateurs peu clairvoyants et qui donnent au livre sa portée, sa valeur d'ensemble ».
Maupassant conteste la possibilité et l'utilité d'appliquer l'aphorisme qu'une partie des romanciers réalistes avait cherché à respecter : « Rien que la vérité et toute la vérité ». Il fait remarquer que « Leur intention [celle des réalistes] étant de dégager la philosophie de certains faits constants et courants, [les réalistes] devront souvent corriger les événements au profit de la vraisemblance et au détriment de la réalité. »
« Faire vrai doit consister à donner l'illusion complète du vrai ».

## Adaptations
- 1924 : Pierre et Jean, film français réalisé par Émile-Bernard Donatien (65 minutes).
- 1926 : Bara en danserska (Seulement une danseuse), Suède, Olof Molander
- 1943 : Pierre et Jean, film français réalisé par André Cayatte. (72 minutes).
- 1951 : Une femme sans amour (Una mujer sin amor), Mexique, Luis Buñuel (80 minutes)
- 1973 : Pierre et Jean, téléfilm français réalisé par Michel Favart (95 minutes).
- 2003 : The Legacy, Canada-GB, Dan Ireland
- 2004 : Pierre et Jean, téléfilm français réalisé par Daniel Janneau (90 minutes)